# 三號奧德爾鎮區 (北卡羅萊納州卡貝勒斯縣)
三號奧德爾鎮區（英語：Township 3, Odell）是位於美國北卡羅萊納州卡貝勒斯縣的一個鎮區。

## 地方資料
三號奧德爾鎮區的面積為67.60平方千米，皆為陸地。根據2020年美國人口普查的數據，當地共有人口15117人，而人口密度為每平方千米223.62人。